# Божевільні (фільм, 2012)
«Божевільні» — кінофільм режисера Яна Корідіана, що вийшов на екрани в 2012 році.

## Зміст
Франсуа виписаний з психушки, де провів кілька років і тепер знову хоче відновити відносини з Ганною, яку за раніше любить. Для всіх любов, в якійсь мірі, приємне шаленість. Але коли за справу беруться психи — це щось особливе.

## Ролі
| Актор            | Роль |
| ---------------- | ---- |
| Ерік Елмосніно   | -    |
| Софі Куінтон     | -    |
| Валерія Голіно   | -    |
| Луїс Рего        | -    |
| Евелін Бюіль     | -    |
| Анемон           | -    |
| Бріжит Сі        | -    |
| Мікаель Абітбуль | -    |
| Лючі             | -    |
| Суліа Брахім     | -    |

## Знімальна група
- Режисер — Янн Корідіан
- Сценарист — Янн Корідіан, Софі Фійер
- Продюсер — Тоні Маршалл, Флоранс Ланера